# Giải vô địch bóng đá châu Âu 2020 (Bảng C)
Bảng C của giải vô địch bóng đá châu Âu 2020 diễn ra từ ngày 13 đến ngày 21 tháng 6 năm 2021 ở Johan Cruyff Arena của Amsterdam và Arena Națională của Bucharest. Bảng này bao gồm chủ nhà Hà Lan, Ukraina, Áo và Bắc Macedonia.

## Các đội tuyển
| Vị trí bốc thăm | Đội tuyển        | Nhóm | Tư cách của vòng loại  | Ngày của vòng loại   | Tham dự chung kết | Tham dự cuối cùng | Thành tích tốt nhất lần trước | Bảng xếp hạng vòng loại Tháng 11 năm 2019 | Bảng xếp hạng FIFA Tháng 5 năm 2021 |
| --------------- | ---------------- | ---- | ---------------------- | -------------------- | ----------------- | ----------------- | ----------------------------- | ----------------------------------------- | ----------------------------------- |
| C1              | Hà Lan (chủ nhà) | 2    | Nhì bảng C             | 16 tháng 11 năm 2019 | 10 lần            | 2012              | Vô địch (1988)                | 11                                        | 16                                  |
| C2              | Ukraina          | 1    | Nhất bảng B            | 14 tháng 10 năm 2019 | 3 lần             | 2016              | Vòng bảng (2012, 2016)        | 6                                         | 24                                  |
| C3              | Áo               | 3    | Nhì bảng G             | 16 tháng 11 năm 2019 | 3 lần             | 2016              | Vòng bảng (2008, 2016)        | 16                                        | 23                                  |
| C4              | Bắc Macedonia    | 4    | Thắng play-off nhánh D | 12 tháng 11 năm 2020 | 1 lần             | —                 | Lần đầu                       | 30                                        | 62                                  |

Ghi chú
1. ↑  Bảng xếp hạng tổng thể của vòng loại châu Âu từ tháng 11 năm 2019 đã được sử dụng để phân loại hạt giống cho lễ bốc thăm của vòng chung kết.

## Bảng xếp hạng
| VT | Đội           | ST | T | H | B | BT | BB | HS | Đ | Giành quyền tham dự                 |
| -- | ------------- | -- | - | - | - | -- | -- | -- | - | ----------------------------------- |
| 1  | Hà Lan (H)    | 3  | 3 | 0 | 0 | 8  | 2  | +6 | 9 | Đi tiếp vào vòng đấu loại trực tiếp |
| 2  | Áo            | 3  | 2 | 0 | 1 | 4  | 3  | +1 | 6 | Đi tiếp vào vòng đấu loại trực tiếp |
| 3  | Ukraina       | 3  | 1 | 0 | 2 | 4  | 5  | −1 | 3 | Đi tiếp vào vòng đấu loại trực tiếp |
| 4  | Bắc Macedonia | 3  | 0 | 0 | 3 | 2  | 8  | −6 | 0 |                                     |

Trong vòng 16 đội,
- Đội nhất bảng C, Hà Lan, sẽ giành quyền thi đấu với đội xếp thứ ba của bảng D, Cộng hòa Séc.
- Đội nhì bảng C, Áo, sẽ giành quyền thi đấu với đội nhất bảng A, Ý.
- Đội xếp thứ ba của bảng C, Ukraina, sẽ giành quyền thi đấu với đội nhất bảng E, Thụy Điển với tư cách là một trong bốn đội xếp thứ ba tốt nhất.

## Các trận đấu

### Áo v Bắc Macedonia
| Áo                                              | 3–1      | Bắc Macedonia |
| ----------------------------------------------- | -------- | ------------- |
| - Lainer 18' - Gregoritsch 78' - Arnautović 89' | Chi tiết | - Pandev 28'  |

| Áo | Bắc Macedonia |

| GK               | 13 | Daniel Bachmann       |     |       |
| RB               | 21 | Stefan Lainer         | 85' |       |
| CB               | 3  | Aleksandar Dragović   |     | 46'   |
| CB               | 4  | Martin Hinteregger    |     |       |
| LB               | 2  | Andreas Ulmer         |     |       |
| RM               | 19 | Christoph Baumgartner |     | 58'   |
| CM               | 24 | Konrad Laimer         |     | 90+3' |
| CM               | 23 | Xaver Schlager        |     | 90+4' |
| LM               | 8  | David Alaba (c)       |     |       |
| AM               | 9  | Marcel Sabitzer       |     |       |
| CF               | 25 | Saša Kalajdžić        |     | 59'   |
| Cầu thủ dự bị:   |    |                       |     |       |
| DF               | 15 | Philipp Lienhart      |     | 46'   |
| FW               | 11 | Michael Gregoritsch   |     | 58'   |
| FW               | 7  | Marko Arnautović      |     | 59'   |
| MF               | 14 | Julian Baumgartlinger |     | 90+3' |
| MF               | 6  | Stefan Ilsanker       |     | 90+4' |
| Huấn luyện viên: |    |                       |     |       |
| Franco Foda      |    |                       |     |       |

| GK               | 1  | Stole Dimitrievski    |     |     |
| CB               | 13 | Stefan Ristovski      |     |     |
| CB               | 14 | Darko Velkovski       |     |     |
| CB               | 6  | Visar Musliu          |     | 86' |
| RWB              | 16 | Boban Nikolov         |     | 63' |
| LWB              | 8  | Ezgjan Alioski        | 52' |     |
| CM               | 17 | Enis Bardhi           |     | 82' |
| CM               | 5  | Arijan Ademi          |     |     |
| CM               | 21 | Elif Elmas            |     |     |
| CF               | 10 | Goran Pandev (c)      |     |     |
| CF               | 9  | Aleksandar Trajkovski | 42' | 63' |
| Cầu thủ dự bị:   |    |                       |     |     |
| DF               | 2  | Egzon Bejtulai        |     | 63' |
| MF               | 15 | Tihomir Kostadinov    |     | 63' |
| FW               | 7  | Ivan Trichkovski      |     | 82' |
| MF               | 26 | Milan Ristovski       |     | 86' |
| Huấn luyện viên: |    |                       |     |     |
| Igor Angelovski  |    |                       |     |     |

| Cầu thủ xuất sắc nhất trận: David Alaba (Áo) Trợ lý trọng tài: Mehmet Culum (Thụy Điển) Stefan Hallberg (Thụy Điển) Trọng tài thứ tư: Sergei Karasev (Nga) Trợ lý trọng tài dự bị: Igor Demeshko (Nga) Trọng tài VAR: Bastian Dankert (Đức) Các trợ lý trọng tài VAR: Chris Kavanagh (Anh) Benjamin Pagès (Pháp) Jérôme Brisard (Pháp) |

### Hà Lan v Ukraina
| Hà Lan                                        | 3–2      | Ukraina                          |
| --------------------------------------------- | -------- | -------------------------------- |
| - Wijnaldum 52' - Weghorst 59' - Dumfries 85' | Chi tiết | - Yarmolenko 75' - Yaremchuk 79' |

| Hà Lan | Ukraina |

| GK               | 1  | Maarten Stekelenburg    |  |       |
| CB               | 25 | Jurriën Timber          |  | 88'   |
| CB               | 6  | Stefan de Vrij          |  |       |
| CB               | 17 | Daley Blind             |  | 64'   |
| RWB              | 22 | Denzel Dumfries         |  |       |
| LWB              | 12 | Patrick van Aanholt     |  | 64'   |
| CM               | 15 | Marten de Roon          |  |       |
| CM               | 8  | Georginio Wijnaldum (c) |  |       |
| CM               | 21 | Frenkie de Jong         |  |       |
| CF               | 19 | Wout Weghorst           |  | 88'   |
| CF               | 10 | Memphis Depay           |  | 90+1' |
| Cầu thủ dự bị:   |    |                         |  |       |
| DF               | 4  | Nathan Aké              |  | 64'   |
| DF               | 5  | Owen Wijndal            |  | 64'   |
| FW               | 9  | Luuk de Jong            |  | 88'   |
| DF               | 2  | Joël Veltman            |  | 88'   |
| FW               | 18 | Donyell Malen           |  | 90+1' |
| Huấn luyện viên: |    |                         |  |       |
| Frank de Boer    |    |                         |  |       |

| GK                | 1  | Heorhiy Bushchan      |       |     |     |
| RB                | 21 | Oleksandr Karavayev   |       |     |     |
| CB                | 13 | Illya Zabarnyi        |       |     |     |
| CB                | 22 | Mykola Matviyenko     |       |     |     |
| LB                | 16 | Vitaliy Mykolenko     |       |     |     |
| DM                | 17 | Oleksandr Zinchenko   |       |     |     |
| CM                | 5  | Serhiy Sydorchuk      | 90+3' |     |     |
| CM                | 8  | Ruslan Malinovskyi    |       |     |     |
| RW                | 7  | Andriy Yarmolenko (c) |       |     |     |
| LW                | 20 | Oleksandr Zubkov      |       | 13' |     |
| CF                | 9  | Roman Yaremchuk       |       |     |     |
| Cầu thủ dự bị:    |    |                       |       |     |     |
| MF                | 11 | Marlos                |       | 13' | 64' |
| MF                | 10 | Mykola Shaparenko     |       |     | 64' |
| Huấn luyện viên:  |    |                       |       |     |     |
| Andriy Shevchenko |    |                       |       |     |     |

| Cầu thủ xuất sắc nhất trận: Denzel Dumfries (Hà Lan) Trợ lý trọng tài: Mark Borsch (Đức) Stefan Lupp (Đức) Trọng tài thứ tư: Bartosz Frankowski (Ba Lan) Trợ lý trọng tài dự bị: Marcin Boniek (Ba Lan) Trọng tài VAR: Marco Fritz (Đức) Các trợ lý trọng tài VAR: Christian Dingert (Đức) Lee Betts (Anh) Stuart Attwell (Anh) |

### Ukraina v Bắc Macedonia
| Ukraina                          | 2–1      | Bắc Macedonia |
| -------------------------------- | -------- | ------------- |
| - Yarmolenko 29' - Yaremchuk 34' | Chi tiết | - Alioski 57' |

| Ukraina | Bắc Macedonia |

| TM                  | 1  | Heorhiy Bushchan      |     |       |
| HV                  | 21 | Oleksandr Karavayev   |     |       |
| HV                  | 13 | Illya Zabarnyi        |     |       |
| HV                  | 22 | Mykola Matviyenko     |     |       |
| HV                  | 16 | Vitaliy Mykolenko     |     |       |
| TV                  | 6  | Taras Stepanenko      |     |       |
| TV                  | 10 | Mykola Shaparenko     | 43' | 78'   |
| TV                  | 17 | Oleksandr Zinchenko   |     |       |
| TV                  | 7  | Andriy Yarmolenko (c) |     | 70'   |
| TĐ                  | 8  | Ruslan Malinovskyi    |     | 90+2' |
| TĐ                  | 9  | Roman Yaremchuk       |     | 70'   |
| Vào sân thay người: |    |                       |     |       |
| TV                  | 15 | Viktor Tsyhankov      |     | 70'   |
| TĐ                  | 19 | Artem Besyedin        |     | 70'   |
| TV                  | 5  | Serhiy Sydorchuk      |     | 78'   |
| HV                  | 2  | Eduard Sobol          |     | 90+2' |
| Huấn luyện viên:    |    |                       |     |       |
| Andriy Shevchenko   |    |                       |     |       |

| TM                  | 1  | Stole Dimitrievski    |     |     |
| HV                  | 13 | Stefan Ristovski      |     |     |
| HV                  | 14 | Darko Velkovski       | 59' | 85' |
| HV                  | 6  | Visar Musliu          |     |     |
| HV                  | 16 | Boban Nikolov         |     | 46' |
| HV                  | 8  | Ezgjan Alioski        |     |     |
| TV                  | 5  | Arijan Ademi          |     | 85' |
| TV                  | 20 | Stefan Spirovski      |     | 46' |
| TV                  | 17 | Enis Bardhi           |     | 77' |
| TĐ                  | 10 | Goran Pandev (c)      |     |     |
| TĐ                  | 21 | Elif Elmas            |     |     |
| Vào sân thay người: |    |                       |     |     |
| TĐ                  | 9  | Aleksandar Trajkovski |     | 46' |
| TV                  | 25 | Darko Churlinov       |     | 46' |
| TĐ                  | 24 | Daniel Avramovski     | 83' | 77' |
| HV                  | 4  | Kire Ristevski        |     | 85' |
| TĐ                  | 7  | Ivan Trichkovski      |     | 85' |
| Huấn luyện viên:    |    |                       |     |     |
| Igor Angelovski     |    |                       |     |     |

| Cầu thủ xuất sắc nhất trận: Andriy Yarmolenko (Ukraina) Trợ lý trọng tài: Juan Pablo Belatti (Argentina) Diego Bonfá (Argentina) Trọng tài thứ tư: Slavko Vinčić (Slovenia) Trợ lý trọng tài dự bị: Tomaž Klančnik (Slovenia) Trọng tài VAR: Alejandro Hernández Hernández (Tây Ban Nha) Các trợ lý trọng tài VAR: José María Sánchez Martínez (Tây Ban Nha) Filippo Meli (Ý) Juan Martínez Munuera (Tây Ban Nha) |

### Hà Lan v Áo
| Hà Lan                             | 2–0      | Áo |
| ---------------------------------- | -------- | -- |
| - Depay 11' (ph.đ.) - Dumfries 67' | Chi tiết |    |

| Hà Lan | Áo |

| TM                  | 1  | Maarten Stekelenburg    |     |     |
| HV                  | 6  | Stefan de Vrij          |     |     |
| HV                  | 3  | Matthijs de Ligt        |     |     |
| HV                  | 17 | Daley Blind             |     | 64' |
| HV                  | 22 | Denzel Dumfries         |     |     |
| HV                  | 12 | Patrick van Aanholt     |     | 65' |
| TV                  | 15 | Marten de Roon          | 14' | 74' |
| TV                  | 8  | Georginio Wijnaldum (c) |     |     |
| TV                  | 21 | Frenkie de Jong         |     |     |
| TĐ                  | 19 | Wout Weghorst           |     | 64' |
| TĐ                  | 10 | Memphis Depay           |     | 82' |
| Vào sân thay người: |    |                         |     |     |
| DF                  | 4  | Nathan Aké              |     | 64' |
| TĐ                  | 18 | Donyell Malen           |     | 64' |
| DF                  | 5  | Owen Wijndal            |     | 65' |
| MF                  | 16 | Ryan Gravenberch        |     | 74' |
| TĐ                  | 9  | Luuk de Jong            |     | 82' |
| Huấn luyện viên:    |    |                         |     |     |
| Frank de Boer       |    |                         |     |     |

| TM                  | 13 | Daniel Bachmann       | 67' |     |
| HV                  | 21 | Stefan Lainer         |     |     |
| HV                  | 3  | Aleksandar Dragović   |     | 84' |
| HV                  | 4  | Martin Hinteregger    |     |     |
| HV                  | 2  | Andreas Ulmer         |     |     |
| TV                  | 19 | Christoph Baumgartner |     | 70' |
| TV                  | 23 | Xaver Schlager        |     | 84' |
| TV                  | 24 | Konrad Laimer         |     | 61' |
| TV                  | 8  | David Alaba (c)       | 10' |     |
| TĐ                  | 11 | Michael Gregoritsch   |     | 62' |
| TĐ                  | 9  | Marcel Sabitzer       |     |     |
| Vào sân thay người: |    |                       |     |     |
| TV                  | 10 | Florian Grillitsch    |     | 61' |
| TĐ                  | 25 | Saša Kalajdžić        |     | 62' |
| TV                  | 22 | Valentino Lazaro      |     | 70' |
| HV                  | 15 | Philipp Lienhart      |     | 84' |
| TV                  | 20 | Karim Onisiwo         |     | 84' |
| Huấn luyện viên:    |    |                       |     |     |
| Franco Foda         |    |                       |     |     |

| Cầu thủ xuất sắc nhất trận: Denzel Dumfries (Hà Lan) Trợ lý trọng tài: Roy Hassan (Israel) Idan Yarkoni (Israel) Trọng tài thứ tư: Davide Massa (Ý) Trợ lý trọng tài dự bị: Stefano Alassio (Ý) Trọng tài VAR: Paweł Gil (Ba Lan) Các trợ lý trọng tài VAR: Paolo Valeri (Ý) Lee Betts (Anh) Stuart Attwell (Anh) |

### Bắc Macedonia v Hà Lan
| Bắc Macedonia | 0–3      | Hà Lan                           |
| ------------- | -------- | -------------------------------- |
|               | Chi tiết | - Depay 24' - Wijnaldum 50', 58' |

| Bắc Macedonia | Hà Lan |

| TM                  | 1  | Stole Dimitrievski    |     |     |
| HV                  | 13 | Stefan Ristovski      | 18' |     |
| HV                  | 14 | Darko Velkovski       |     |     |
| HV                  | 6  | Visar Musliu          | 48' |     |
| HV                  | 8  | Ezgjan Alioski        | 65' |     |
| TV                  | 17 | Enis Bardhi           |     | 78' |
| TV                  | 5  | Arijan Ademi          |     | 78' |
| TV                  | 7  | Ivan Trichkovski      |     | 56' |
| TV                  | 21 | Elif Elmas            |     |     |
| TĐ                  | 9  | Aleksandar Trajkovski |     | 68' |
| TĐ                  | 10 | Goran Pandev (c)      |     | 68' |
| Vào sân thay người: |    |                       |     |     |
| TV                  | 25 | Darko Churlinov       |     | 56' |
| TV                  | 11 | Ferhan Hasani         |     | 68' |
| TV                  | 15 | Tihomir Kostadinov    | 84' | 68' |
| TĐ                  | 18 | Vlatko Stojanovski    |     | 78' |
| TV                  | 16 | Boban Nikolov         |     | 78' |
| Huấn luyện viên:    |    |                       |     |     |
| Igor Angelovski     |    |                       |     |     |

| TM                  | 1  | Maarten Stekelenburg    |  |     |
| HV                  | 6  | Stefan de Vrij          |  | 46' |
| HV                  | 3  | Matthijs de Ligt        |  |     |
| HV                  | 17 | Daley Blind             |  |     |
| HV                  | 22 | Denzel Dumfries         |  | 46' |
| HV                  | 12 | Patrick van Aanholt     |  |     |
| TV                  | 21 | Frenkie de Jong         |  | 78' |
| TV                  | 8  | Georginio Wijnaldum (c) |  |     |
| TV                  | 16 | Ryan Gravenberch        |  |     |
| TĐ                  | 10 | Memphis Depay           |  | 66' |
| TĐ                  | 18 | Donyell Malen           |  | 66' |
| Vào sân thay người: |    |                         |  |     |
| TĐ                  | 7  | Steven Berghuis         |  | 46' |
| TV                  | 25 | Jurriën Timber          |  | 46' |
| TV                  | 19 | Wout Weghorst           |  | 66' |
| TV                  | 11 | Quincy Promes           |  | 66' |
| TĐ                  | 26 | Cody Gakpo              |  | 78' |
| Huấn luyện viên:    |    |                         |  |     |
| Frank de Boer       |    |                         |  |     |

| Cầu thủ xuất sắc nhất trận: Georginio Wijnaldum (Hà Lan) Trợ lý trọng tài: Vasile Marinescu (România) Ovidiu Artene (România) Trọng tài thứ tư: Georgi Kabakov (Bulgaria) Trợ lý trọng tài dự bị: Martin Margaritov (Bulgaria) Trọng tài VAR: Marco Di Bello (Ý) Các trợ lý trọng tài VAR: Paolo Valeri (Ý) Lee Betts (Anh) Paweł Gil (Ba Lan) |

### Ukraina v Áo
| Ukraina | 0–1      | Áo                |
| ------- | -------- | ----------------- |
|         | Chi tiết | - Baumgartner 21' |

| Ukraina | Áo |

| TM                  | 1  | Heorhiy Bushchan      |  |     |
| HV                  | 21 | Oleksandr Karavayev   |  |     |
| HV                  | 13 | Illya Zabarnyi        |  |     |
| HV                  | 22 | Mykola Matviyenko     |  |     |
| HV                  | 16 | Vitaliy Mykolenko     |  | 85' |
| TV                  | 5  | Serhiy Sydorchuk      |  |     |
| TV                  | 10 | Mykola Shaparenko     |  | 68' |
| TV                  | 17 | Oleksandr Zinchenko   |  |     |
| TĐ                  | 7  | Andriy Yarmolenko (c) |  |     |
| TĐ                  | 8  | Ruslan Malinovskyi    |  | 46' |
| TĐ                  | 9  | Roman Yaremchuk       |  |     |
| Vào sân thay người: |    |                       |  |     |
| TV                  | 15 | Viktor Tsyhankov      |  | 46' |
| TV                  | 11 | Marlos                |  | 68' |
| TĐ                  | 19 | Artem Besyedin        |  | 85' |
| Huấn luyện viên:    |    |                       |  |     |
| Andriy Shevchenko   |    |                       |  |     |

| TM                  | 13 | Daniel Bachmann       |  |     |
| HV                  | 21 | Stefan Lainer         |  |     |
| HV                  | 3  | Aleksandar Dragović   |  |     |
| HV                  | 4  | Martin Hinteregger    |  |     |
| HV                  | 8  | David Alaba (c)       |  |     |
| TV                  | 23 | Xaver Schlager        |  |     |
| TV                  | 24 | Konrad Laimer         |  | 72' |
| TV                  | 10 | Florian Grillitsch    |  |     |
| TV                  | 19 | Christoph Baumgartner |  | 32' |
| TV                  | 9  | Marcel Sabitzer       |  |     |
| TĐ                  | 7  | Marko Arnautović      |  | 90' |
| Vào sân thay người: |    |                       |  |     |
| TV                  | 18 | Alessandro Schöpf     |  | 32' |
| TV                  | 6  | Stefan Ilsanker       |  | 72' |
| TĐ                  | 25 | Saša Kalajdžić        |  | 90' |
| Huấn luyện viên:    |    |                       |  |     |
| Franco Foda         |    |                       |  |     |

| Cầu thủ xuất sắc nhất trận: Florian Grillitsch (Áo) Trợ lý trọng tài: Bahattin Duran (Thổ Nhĩ Kỳ) Tarık Ongun (Thổ Nhĩ Kỳ) Trọng tài thứ tư: Daniel Siebert (Đức) Trợ lý trọng tài dự bị: Jan Seidel (Đức) Trọng tài VAR: Massimiliano Irrati (Ý) Các trợ lý trọng tài VAR: José María Sánchez Martínez (Tây Ban Nha) Íñigo Prieto López de Cerain (Tây Ban Nha) Juan Martínez Munuera (Tây Ban Nha) |

## Kỷ luật
Điểm đoạt giải phong cách được sử dụng như một tiêu chí nếu đối đầu và kỷ lục tổng thể của các đội tuyển được cân bằng (và nếu một loạt sút luân lưu không được áp dụng như một tiêu chí). Chúng được tính dựa trên các thẻ vàng và thẻ đỏ nhận được trong tất cả các trận đấu của bảng như sau:
- thẻ vàng = 1 điểm
- thẻ đỏ do hai thẻ vàng = 3 điểm
- thẻ đỏ trực tiếp = 3 điểm
- thẻ vàng tiếp theo là thẻ đỏ trực tiếp = 4 điểm

Chỉ có một trong các khoản khấu trừ trên được áp dụng cho một cầu thủ trong một trận đấu.
| Đội tuyển     | Trận 1   | Trận 1                                    | Trận 1 | Trận 1            | Trận 2   | Trận 2                                    | Trận 2 | Trận 2            | Trận 3   | Trận 3                                    | Trận 3 | Trận 3            | Điểm |
| Đội tuyển     | Thẻ vàng | Thẻ vàng · Thẻ vàng-đỏ (thẻ đỏ gián tiếp) | Thẻ đỏ | Thẻ vàng · Thẻ đỏ | Thẻ vàng | Thẻ vàng · Thẻ vàng-đỏ (thẻ đỏ gián tiếp) | Thẻ đỏ | Thẻ vàng · Thẻ đỏ | Thẻ vàng | Thẻ vàng · Thẻ vàng-đỏ (thẻ đỏ gián tiếp) | Thẻ đỏ | Thẻ vàng · Thẻ đỏ | Điểm |
| ------------- | -------- | ----------------------------------------- | ------ | ----------------- | -------- | ----------------------------------------- | ------ | ----------------- | -------- | ----------------------------------------- | ------ | ----------------- | ---- |
| Hà Lan        |          |                                           |        |                   | 1        |                                           |        |                   |          |                                           |        |                   | −1   |
| Ukraina       | 1        |                                           |        |                   | 1        |                                           |        |                   |          |                                           |        |                   | −2   |
| Áo            | 1        |                                           |        |                   | 2        |                                           |        |                   |          |                                           |        |                   | −3   |
| Bắc Macedonia | 2        |                                           |        |                   | 2        |                                           |        |                   | 4        |                                           |        |                   | −8   |